# Drosophila canuta
Drosophila canuta är en tvåvingeart som beskrevs av Elmo Hardy 1965. Drosophila canuta ingår i släktet Drosophila och familjen daggflugor.
Artens utbredningsområde är Hawaii.